# Jean-Daniel Dätwyler
Jean-Daniel Dätwyler (ur. 2 kwietnia 1945 w Lozannie) – szwajcarski narciarz alpejski, brązowy medalista olimpijski oraz mistrzostw świata.

## Kariera
Największy sukces w karierze Jean-Daniel Dätwyler osiągnął w 1968 roku, kiedy podczas igrzysk olimpijskich w Grenoble wywalczył brązowy medal w biegu zjazdowym. W zawodach tych wyprzedzili go jedynie dwaj reprezentanci Francji: Jean-Claude Killy oraz Guy Périllat. Był to jego jedyny start olimpijski. Dwa lata później wystartował na mistrzostwach świata w Val Gardena, gdzie w tej samej konkurencji zajął czternastą pozycję. W Pucharze Świata zadebiutował 14 stycznia 1967 roku w Wengen, gdzie był trzeci w zjeździe; lepsi byli tylko Jean-Claude Killy i jego rodak Léo Lacroix. W kolejnych startach jeszcze sześciokrotnie stawał na podium zawodów PŚ w zjeździe: 18 stycznia 1969 roku w Kitzbühel był drugi, 14 lutego 1969 roku w Val Gardena odniósł swoje pierwsze zwycięstwo, 14 grudnia 1969 roku w Val d’Isère był drugi, 29 stycznia 1971 roku w Megève zwyciężył po raz drugi i ostatni, a 25 i 26 lutego 1972 roku w Crystal Mountain zajmował trzecie miejsce. Najlepsze wyniki w osiągnął w sezonie 1968/1969, kiedy to zajął 12. miejsce w klasyfikacji generalnej oraz czwarte w klasyfikacji zjazdu. Czwarty w klasyfikacji zjazdu był też w sezonie 1967/1968, jednak w klasyfikacji generalnej uplasował się na 19. pozycji.
Obecnie wraz z rodziną prowadzi sklep ze sprzętem narciarskim w Villars-sur-Ollon. Jego córka, Céline Dätwyler, była dwukrotną mistrzynią świata juniorów w zjeździe.

## Osiągnięcia

### Igrzyska olimpijskie
| Miejsce | Dzień    | Rok  | Miejscowość | Konkurencja | Czas biegu  | Strata  | Zwycięzca         |
| ------- | -------- | ---- | ----------- | ----------- | ----------- | ------- | ----------------- |
| 3.      | 9 lutego | 1968 | Grenoble    | Zjazd       | 1:59,85 min | +0,77 s | Jean-Claude Killy |

### Mistrzostwa świata
| Miejsce | Dzień     | Rok  | Miejscowość | Konkurencja | Czas biegu  | Strata  | Zwycięzca         |
| ------- | --------- | ---- | ----------- | ----------- | ----------- | ------- | ----------------- |
| 3.      | 9 lutego  | 1968 | Grenoble    | Zjazd       | 1:59,85 min | +0,77 s | Jean-Claude Killy |
| 14.     | 15 lutego | 1970 | Val Gardena | Zjazd       | 2:24,57 min | +2,90 s | Bernhard Russi    |

### Puchar Świata

#### Miejsca w klasyfikacji generalnej
- sezon 1966/1967: 18.
- sezon 1967/1968: 19.
- sezon 1968/1969: 12.
- sezon 1969/1970: 22.
- sezon 1970/1971: 17.
- sezon 1971/1972: 18.

#### Zwycięstwa w zawodach
1. Val Gardena – 14 lutego 1969 (zjazd)
2. Megève – 29 stycznia 1971 (zjazd)

#### Pozostałe miejsca na podium
1. Wengen – 14 stycznia 1967 (zjazd) – 3. miejsce
2. Kitzbühel – 18 stycznia 1969 (zjazd) – 2. miejsce
3. Val d’Isère – 14 grudnia 1969 (zjazd) – 2. miejsce
4. Crystal Mountain – 25 lutego 1972 (zjazd) – 3. miejsce
5. Crystal Mountain – 26 lutego 1972 (zjazd) – 3. miejsce